# Пожар у Венецији 976. године
Пожар у Венецији 976. гододине је настао у Дуждовој палати. Не зна се како је овај пожар настао. Уништена је црква Светог Марка и половично Дуждева палата. То је припомогло отцепљењу Задра, тадашњег града у Млетачкој републици.